# Zaliznytchné
Zaliznytchné (en ukrainien : Залізничне) est une commune urbaine de l'oblast de Dnipropetrovsk, en Ukraine. Sa population s'élevait à 328 habitants en 2013.

## Géographie
Zaliznytchné se trouve à 4,5 km au sud-est de Petropavlivka, à 112 km à l'est de Dnipro, la capitale administrative de l'oblast, et à 486 km au sud-est de Kiev.

## Histoire
Le village de Brahynivka fut fondé en 1920 par des colons de Petropavlivka et reçut le nom du bolchevik I. Braguine, mort le 10 octobre 1919 au cours d'un affrontement avec les blancs, pendant la guerre civile russe. Brahynivka a le statut de commune urbaine depuis 1957.

## Population
Zaliznytchné, qui est une des communes urbaines les moins peuplées d'Ukraine, a vu sa population fortement décliner au cours des années 2000.
Recensements (*) ou estimations de la population :
| 1959* | 1970* | 1979* | 2001* | 2008 |
| ----- | ----- | ----- | ----- | ---- |
| 591   | 789   | 761   | 673   | 464  |

| 2009 | 2010 | 2011 | 2012 | 2013 |
| ---- | ---- | ---- | ---- | ---- |
| 444  | 413  | 385  | 361  | 328  |

## Transports
Zaliznytchné est desservie par le chemin de fer (gare de Brahynivka). Par la route M-04 ou route européenne 50, elle se trouve à 130 km de Dnipro. 